# Vytautas Sadauskas
Vytautas Sadauskas (ur. 21 sierpnia 1967 r.) – litewski kulturysta, mistrz Litwy oraz świata w kulturystyce.

## Życiorys
Należy do prestiżowych federacji IFBB Pro oraz NAC Lithuania.
W 2015 roku zdobył dwa złote medale podczas Otwartych Mistrzostw Łotwy w kulturystyce: jeden w kategorii weteranów, drugi w kategorii ogólnej.
W listopadzie 2017 roku wystąpił w Międzynarodowym Pucharze Polski w kulturystyce i fitness, który odbył się w Piotrkowie Trybunalskim. W tym samym miesiącu został całkowitym zwycięzcą zawodów „Liepāja Classic”. W 2017 uzyskał też medal absolutnego mistrza Litwy i mistrza weteranów.
Jesienią 2018 wywalczył mistrzostwo świata profesjonalistów w zawodach organizowanych przez federację UPBF.
Jesienią 2021 wziął udział w programie telewizyjnym Galvok, nadawanym przez litewską stację TV3.
Jest założycielem, managerem i trenerem w klubie kulturystycznym „Uola”. Jeden z najbardziej utytułowanych trenerów w kraju. Żonaty z Aušrą. Jego córka, Evelina Sadauskaite, jest mistrzynią kulturystyki żeńskiej.

## Warunki fizyczne
- waga w sezonie zawodów kulturystycznych: 100 kg[1]

## Osiągnięcia w kulturystyce
- 2014: Mr. Universe, federacja NAC, kategoria weteranów powyżej 40 lat – I m-ce
- 2014: Bałtyckie Mistrzostwa Kulturystyki, federacja NAC, kategoria ogólna – I m-ce[10]
- 2015: Otwarte Mistrzostwa Łotwy w kulturystyce, federacja NAC, kategoria weteranów – I m-ce[2]
- 2015: Otwarte Mistrzostwa Łotwy w kulturystyce, federacja NAC, kategoria ogólna – I m-ce[2]
- 2015: Bałtyckie Mistrzostwa Kulturystyki, federacja NAC, kategoria weteranów – I m-ce[7]
- 2015: Bałtyckie Mistrzostwa Kulturystyki, federacja NAC, kategoria Body II – II m-ce[7]
- 2015: Bałtyckie Mistrzostwa Kulturystyki, federacja NAC, kategoria ogólna – II m-ce[7]
- 2015: Litewski Puchar w kulturystyce, fitness i bikini, federacja IFBB, kategoria weteranów – II m-ce[11]
- 2017: Międzynarodowy Puchar Polski w kulturystyce i fitness, federacja NAC, kategoria: kulturystyka ekstremalna (M. Body) – wygrana
- 2017: Międzynarodowy Puchar Polski w kulturystyce i fitness, federacja NAC, kategoria ogólna – I m-ce[3][12]
- 2017: Mistrzostwa Świata w kulturystyce, federacja UPBF, kategoria: profesjonaliści – III m-ce[13]
- 2017: Bałtyckie Mistrzostwa Kulturystyki Litewskiej, federacja NAC, kategoria weteranów – I m-ce[5]
- 2017: Bałtyckie Mistrzostwa Kulturystyki Litewskiej, federacja NAC, kategoria ogólna – I m-ce[5]
- 2017: Bałtyckie Mistrzostwa Kulturystyki Litewskiej, federacja NAC, kategoria: Litwini – I m-ce[14]
- 2017: Puchar Litwy w kulturystyce, federacja NAC, kategoria weteranów – I m-ce[5]
- 2017: Puchar Litwy w kulturystyce, federacja NAC, kategoria ogólna – I m-ce[5]
- 2017: Liepāja Classic, kategoria: kulturystyka – I m-ce[4]
- 2017: Liepāja Classic, kategoria ogólna – I m-ce[4]
- 2017: Mr. Universe, federacja NAC, kategoria weteranów powyżej 50 lat – I m-ce[15]
- 2017: LNK Jurmala Open (Łotwa), kategoria: kulturystyka – II m-ce[5]
- 2018: Mistrzostwa Świata w kulturystyce, federacja UPBF, kategoria: profesjonaliści – I m-ce[6]
- 2018: Mr. Universe, federacja NAC, kategoria weteranów powyżej 50 lat – I m-ce[16]
- 2018: Mr. Universe, federacja NAC, kategoria ogólna – II m-ce[16]
- 2018: Mistrzostwa Litwy w kulturystyce, kategoria weteranów powyżej 40 lat – I m-ce[17]
- 2018: Mistrzostwa Litwy w kulturystyce, kategoria ogólna – III m-ce[17]
- 2020: Mistrzostwa Litwy w kulturystyce, kategoria wagowa do 102 kg – III m-ce[1]
- 2021: Mr. Universe, federacja NAC, kategoria weteranów powyżej 50 lat – I m-ce